# 12P/Pons-Brooks
12P/Pons-Brooks é um cometa periódico com um período orbital de 71 anos. Cometas com um período orbital de 20–200 anos são referidos como cometas tipo Halley. É um dos cometas periódicos conhecidos mais brilhantes, alcançando uma magnitude visual absoluta de cerca de 5 em sua aproximação ao periélio. O cometa Pons-Brooks foi descoberto conclusivamente no Observatório de Marselha em julho de 1812 por Jean-Louis Pons, e em sua próxima aparição em 1883 por William Robert Brooks. Existem registros antigos de cometas que se suspeita terem sido aparições do 12P/Pons–Brooks.
A próxima passagem pelo periélio será em 21 de abril de 2024, com a máxima aproximação da Terra sendo a uma distância de 1,55 UA (231 880 000 km) em 2 de junho de 2024. Espera-se que o cometa atinja uma magnitude aparente de cerca de 4,5. O núcleo do cometa tem um tamanho estimado de cerca de 30 km de diâmetro, assumindo que o astro não estava produzindo muita poeira e gás durante as medições fotométricas de 2020. Há a hipótese do 12P/Pons–Brooks ser o corpo gerador da fraca chuva de meteoros κ Draconídeos de dezembro, que está ativa aproximadamente entre 29 de novembro a 13 de dezembro.

## História observacional

### Antes de 1812
O 12P/Pons-Brooks foi identificado como o cometa observado em 1385 e em 1457. A aparição de 1385 foi muito favorável e o cometa foi registrado pelos chineses nos registros Ming Shilu e também mencionado em algumas fontes europeias. Um cometa observado por Paolo dal Pozzo Toscanelli em janeiro de 1457 e mencionado em fontes chinesas também é identificado como o cometa 12P/Pons-Brooks. Em ambas as aparições, o cometa tinha magnitude 3 ou mais brilhante, sem levar em conta possíveis erupções. É possível que também tenha sido o cometa registrado em fontes chinesas em setembro de 245 d.C..
So-Yeon Park & Jong-Chul Chae (2007) sugeriram que o cometa 12P/Pons–Brooks também foi os cometas registrados em fontes asiáticas em 1313 e 1668. No entanto, Meyer ‘‘et al’’. argumentam que na aparição de 1313, o cometa teria sido difícil de observar, sendo fraco e próximo ao Sol, enquanto a posição sugerida em Gêmeos contradiz a localização calculada do cometa Pons-Brooks em Áries. O cometa de março de 1668 descrito pelos coreanos provavelmente é um brilhante cometa rasante observado pelos europeus, cuja órbita de forma alguma é compatível com a do cometa 12P/Pons-Brooks.

### Descoberta em 1812

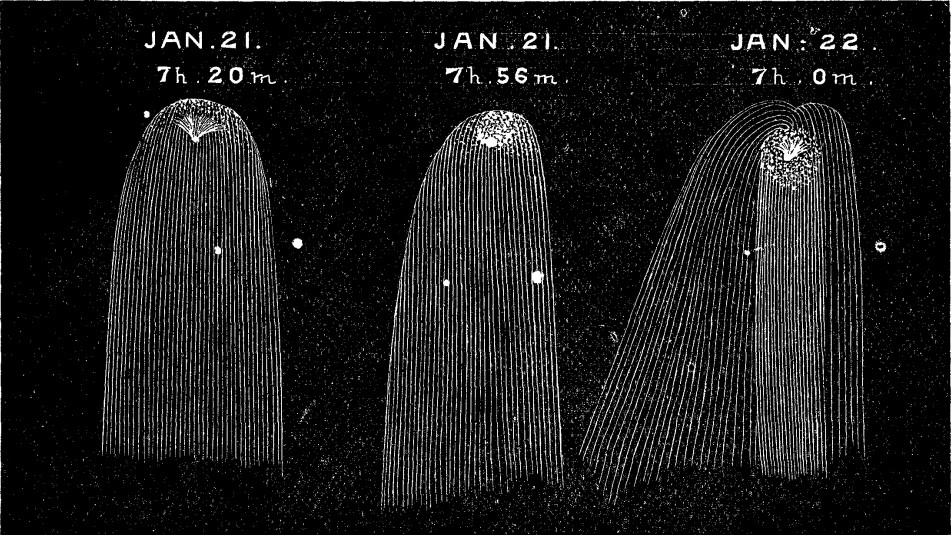
Esboços do cometa 12P/Pons–Brooks de 21–22 Janeiro 1884

O cometa 12P/Pons-Brooks foi descoberto em 12 de julho de 1812, por Jean-Louis Pons. Independentemente, este cometa foi posteriormente encontrado por Vincent Wisniewski em 1 de agosto, e Alexis Bouvard em 2 de agosto do mesmo ano. O cometa foi avistado a olho nu em 13 de agosto e, até o final do mês, foi relatado uma cauda medindo 2 graus de comprimento. Pouco depois, descobriu-se que o astro tinha um período orbital de cerca de 70 anos com um erro de cerca de 5 anos. Johann Franz Encke determinou uma órbita definitiva com um período de 70,68 anos. Esta órbita foi usada para gerar uma efeméride para o retorno de 1883-1884.

### 1884
Em 2 de setembro de 1883, um cometa tênue foi descoberto acidentalmente por William Robert Brooks e mais tarde identificado como o cometa de 1812. Uma erupção foi observada em 21-23 de setembro de 1883, quando o cometa passou de uma magnitude 10-11 para 8-8,5, e sua aparência mudou de difusa para semelhante a uma estrela. O cometa tornou-se visível a olho nu em 20 de novembro e clareou até a magnitude 3. Foram relatadas erupções no cometa em 1 de janeiro e 19 de janeiro. Neste ano, ele foi observado a oeste, próximo das estrelas Scheat e Markab da constelação de Pegasus, 13 de janeiro de 1884; seguindo para o sul (através de Peixes) para alcançar o periélio abaixo de Iota e Beta Ceti (~AR 0h, dec. -10°) por volta de 24 de janeiro. Foi visto pela última vez em junho de 1884.

### 1954
O cometa foi recuperado em 20 de junho de 1953 quando estava a 4,5 UA do Sol. O cometa teve uma erupção de magnitude 18 para magnitude 13 em 1 de julho de 1953. Outra explosão ocorreu em março de 1954, a quarta observada naquela aparição. Em 23 de abril, o cometa foi estimado com magnitude 6,4, e sua cauda tinha meio grau de comprimento. Pons–Brooks chegou ao periélio em 22 de maio de 1954 quando estava a 1,7 UA da Terra. Após o periélio, tornou-se mais visível do hemisfério sul. Foi observado pela última vez em 4 de setembro de 1954 quando estava a 1,9 UA do Sol. Em 10 de dezembro de 1954, o rastro de detritos do cometa Pons–Brooks passou a cerca de 18 milhões de km da Terra, resultando em potenciais meteoros impactando a atmosfera terrestre a uma velocidade relativa de 45 km/s.

### Passagem de 2024

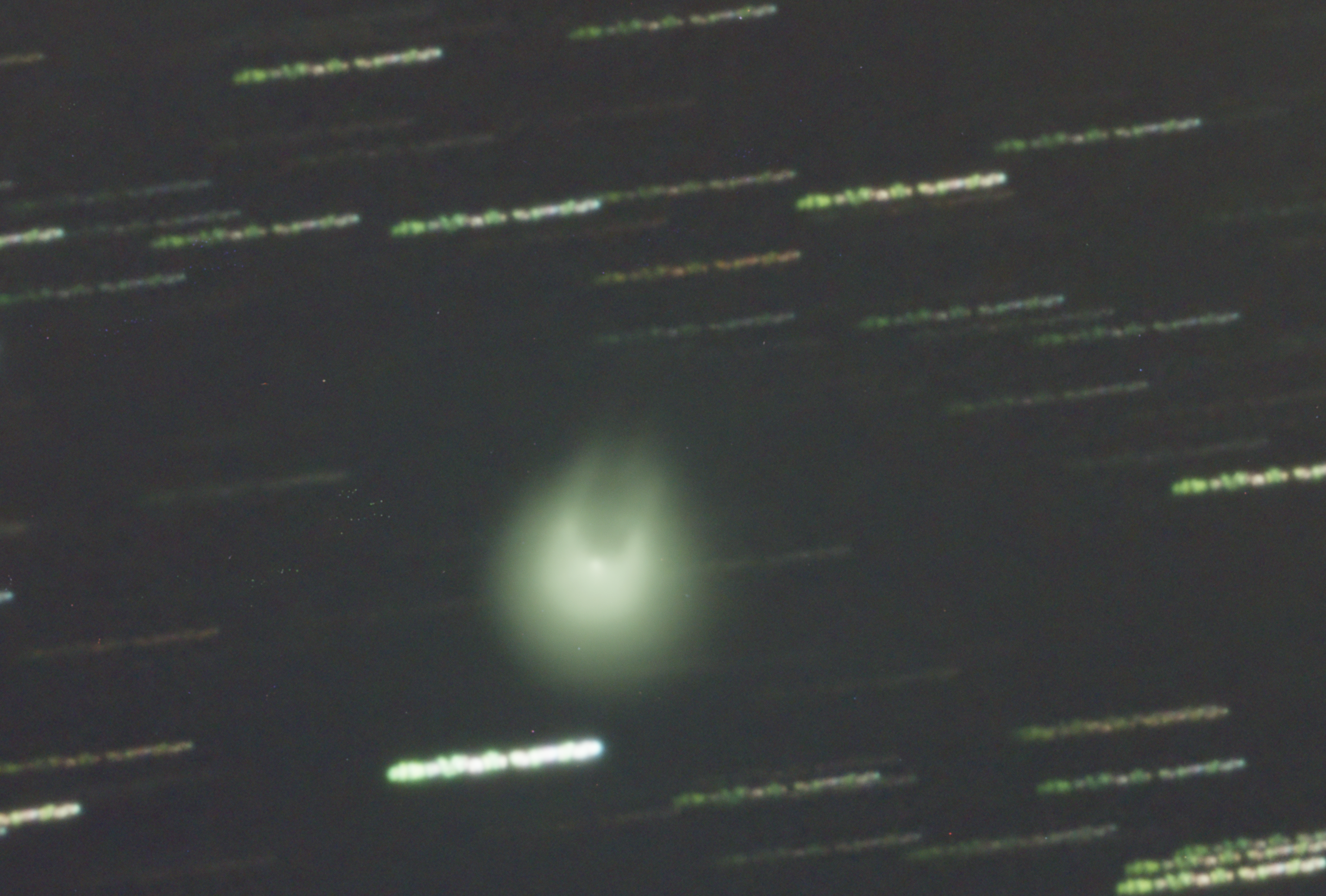
O cometa em 27 de julho de 2023, uma semana após sua primeira erupção.

Em 10 de junho de 2020, Pons–Brooks foi recuperado com uma magnitude aparente de 23 pelo Lowell Discovery Telescope quando o cometa estava além da órbita de Saturno a 11,9 UA do Sol, com a incerteza na distância heliocêntrica do cometa sendo de aproximadamente ± 10 000 km na época. O cometa sofreu um surto de magnitude de 16-17 para magnitude 11-12 (aumento de brilho de ~100×) em 20 de julho de 2023 quando estava a 3,9 UA do Sol. A erupção resultou em uma coma em forma de ferradura no cometa. Provavelmente ela foi criada pela liberação de cerca de 10 bilhões de quilogramas de poeira e gelo no espaço. A coma se expandiu para um diâmetro de 600.000 quilômetros até 5 de agosto, com uma taxa de expansão de 220 m/s. Embora inicialmente esférica, a coma se tornou assimétrica devido aos efeitos da pressão de radiação sobre a poeira. O cometa teve outra erupção em 5 de outubro de 2023, de magnitude 15 para magnitude 11 (aumento de brilho de ~40×). Mais duas erupções foram registradas em 1 de novembro e 14 de novembro, com o cometa clareando para magnitude aparente 9,3 após o último evento. Erupções também foram observadas em 14 de dezembro de 2023 e 18 de janeiro de 2024.
| Data       | Mag inicial | Mag na erupção | Aumento de briho | Distância do Sol (UA) | Elongação Solar |
| ---------- | ----------- | -------------- | ---------------- | --------------------- | --------------- |
| 20/07/2023 | 16          | 11             | 100×             | 3,9                   | 101°            |
| 05/10/2023 | 15          | 11             | 40×              | 3,1                   | 80°             |

Em meados de fevereiro, o cometa havia clareado para magnitude 7,5 e desenvolveu uma cauda iônica de cerca de dois graus de comprimento que apresentava jatos e filamentos. Uma pequena erupção ocorreu em 29 de fevereiro, com o cometa clareando em 0,9 magnitude. Até 7 de março, o cometa havia clareado para magnitude 5,5 e estava localizado a cerca de 10 graus da Galáxia de Andrômeda. Nos dias seguintes, foi relatado que o cometa estava visível a olho nu e apresentava uma cauda de cerca de 5 graus de comprimento. Outra erupção ocorreu em 3 de abril, com o cometa clareando para uma magnitude de cerca de 3,8. No eclipse solar em 8 de abril de 2024 o cometa estava a 25 graus do Sol. A passagem pelo periélio será em 21 de abril de 2024 a uma distância de 0,781 UA do Sol com uma velocidade de 47,1 km/s. A máxima aproximação da Terra será 42 dias depois, em 2 de junho de 2024, quando estará a 1,55 UA do planeta. Próximo à passagem pelo periélio, espera-se que o cometa clareie para cerca de magnitude 4,5 (cerca de 400× mais brilhante do que a erupção de julho de 2023).

## Órbita
| Data       | Distância (UA)           | Elongação Solar |
| ---------- | ------------------------ | --------------- |
| 21/09/1812 | 1,22 UA (183 000 000 km) | 40°             |
| 09/01/1884 | 0,63 UA (94 200 000 km)  | 58°             |
| 29/06/1954 | 1,63 UA (244 000 000 km) | 38°             |
| 02/06/2024 | 1,55 UA (232 000 000 km) | 45°             |
| 31/08/2095 | 1,50 UA (224 000 000 km) | 32°             |

A libração está travada em uma ressonância 6:1 com Júpiter. O parâmetro de Tisserand em relação a Júpiter (‘‘J’’) é 0,60. O afélio (ponto mais distante do Sol) está um pouco além da órbita de Netuno a 33,6 UA. Com uma inclinação orbital acentuada de 74,2°, este cometa não passa muito tempo perto da eclíptica. O site do Jet Propulsion Laboratory (JPL) mostra que, entre os anos de 1900 e 2200, o cometa foi mais significativamente perturbado por Saturno em 29 de julho de 1957. Nesse ponto, ele passou dentro de 1,6 UA da influência do planeta gigante; mas mesmo essa abordagem teve efeito negligenciável. A órbita do cometa parece ser estável entre 1740 e 2167, sem fortes perturbações por parte de qualquer um dos planetas.
Antes da recuperação de 2020, enquanto a última observação havia sido em 1954, Kinoshita calculou que o cometa chegaria a uma futura passagem pelo periélio em 10 de agosto de 2095. Levando em conta as observações de 2020–2023, a data prevista da passagem pelo periélio agora é calculado para 15 de agosto de 2095.
Em 1884, Kirkwood notou que o  Pons-Brooks compartilha elementos com o cometa De Vico de 1846. Ele sugeriu que este último desprendeu-se do 12P/Pons-Brooks alguns séculos antes. Mais tarde, ele identificou a captura dos dois cometas em suas órbitas elípticas (ou a captura de seu corpo pai) com seu afélio compartilhado próximo a Netuno em 991 d.C..
Outros cometas com um período orbital semelhante incluem 13P/Olbers, 23P/Brorsen-Metcalf e 1P/Halley.

## Chuvas de Meteoros
Existe a hipótese do 12P/Pons-Brooks ser o corpo gerador da fraca chuva de meteoros de dezembro κ Draconídeos (#336) que está ativa de aproximadamente 29 de novembro a 13 de dezembro e produz menos de 2 meteoros/hora. Esta é a mais abundante das chuvas de meteoros previstas relacionadas ao cometa. Outra chuva de meteoros também foi potencialmente vinculada ao cometa 12P/Pons-Brooks, os Aquilídeos do Norte de junho, embora provavelmente este cometa não seja o gerador. O cometa Pons-Brooks também pode ser a fonte de uma chuva de meteoros em Vênus, juntamente com os cometas periódicos 122P/de Vico e 27P/Crommelin.